# Мирољуб Лабус
Мирољуб Лабус (Мала Крсна, 28. фебруар 1947) српски је економиста, бивши политичар и универзитетски професор. Пензионисани је редовни професор на Правном факултету Универзитета у Београду у пензији. Био је потпредседник Владе Србије од 3. марта 2004. до 3. маја 2006. године, када је поднео оставку. То је урадио због суспендовања преговора о придруживању Србије и Црне Горе Европској унији. Био је председник странке - Г17 Плус од њеног оснивања до 13. маја 2006, када је поднео оставку и повукао се из политике.

## Биографија
Докторирао на Економском факултету у Београду 1978. године. Од 1981. године је редовни професор на Правном факултету у Београду. Током 1983. године радио је као Фулбрајтов предавач на програму „Партиципација и самоуправни системи“ на Универзитету Корнел у САД, а током те и наредне године године био је и гостујући професор на истом универзитету на Одсеку за економију. Од 1986. до 1994. године радио је као виши саветник у Савезном заводу за статистику у Београду.
Од 1987. до 1991. године био је саветник за макроекономска питања у Савезној влади. Од 1992. до 1996. године био је посланик у Савезној скупштини и члан Комитета за монетарну политику. Од 1994. до 1997. године био је потпредседник Демократске странке, а од 2002. године председник Г17 плус. године. Од 2000. до 2003. године био је потпредседник Савезне владе и министар за економске односе са иностранством, као и гувернер СРЈ у Светској банци и Европској банци за обнову и развој.
Ужа специјалност му је макроекономија а главне области истраживања: моделирање опште привредне равнотеже, анализа временских серија, тражња за новцем, приватизација.
Марта 2004. године, након ванредних парламентарних избора, Лабус је изабран за потпредседника Владе Србије. На ту функцију поднео је оставку маја 2006. године, након што је ЕУ суспендовала преговоре о прикључењу са тадашњом СЦГ. Десет дана после тога поднео је оставку и на функцију председника Г 17 плус.
Радио је у Програму Уједињених нација за развој (УНДП) од 1996. до 1997. године, затим као саветник гувернера Народне банке Југославије (1996), консултант у Светској банци (1997), уредник „Економског барометра“ Економског института у Београду (1994—2000) и „Економског тренда“ Савезног завода за статистику (1990—1996), и као истраживач у Економском институту у Београду (1993—2000). Од 1996. године члан је УНДП Сталног економског комитета у Сарајеву.
Након завршетка политичке каријере, бавио се приватним бизнисом.
Ожењен је, има двоје деце.

## Дела
Књиге
1. Друштвена или колективна власничка права, Београд 1987.Недовршени послови, Београд, 2006.
2. Општа привредна равнотежа, (са Д. Вујовићем), Београд 1990.
3. Основи политичке економије, (са Д. Шошкићем), Београд 1992.Савремена политичка економија, Београд 1991.
4. Основи политичке економије, (са Д. Шошкићем), Београд 1992.
5. Основи економије, Београд 1995, 1997, 2000.
6. Недовршени послови, Београд, 2006.
7. Економија за правнике, са Б. Беговић и А. Јовановић, Београд 2008.